# Cansu Dere
Cansu Dere (Ankara, 14 ottobre 1980) è un'attrice e modella turca.

## Biografia
Cansu Dere è nata ad Ankara all'interno di una famiglia di musulmani balcanici originari della Albania e della Bulgaria. Durante la propria adolescenza partecipa a vari concorsi di bellezza. Dopo essersi laureata in archeologia presso l'Università di Istanbul, compie il suo esordio come attrice nel 2004. 
Tra il 2006 e il 2008 ricopre il ruolo di Sila nell'omonima serie televisiva, a fianco di Mehmet Akif Alakurt. Più tardi interpreta Defne, protagonista del film Son Osmanlı Yandım Ali assieme a Kenan İmirzalıoğlu. Nel 2009 recita nel film Acı Aşk, commedia dark con Halit Ergenc ed Ezgi Asaroğlu. Lo stesso anno veste i panni di Eyşan, protagonista della serie televisiva Ezel.

## Filmografia

### Attrice

#### Cinema
- Kabuslar Evi: Takip, regia di Çağan Irmak (2006)
- Son Osmanlı Yandım Ali, regia di Mustafa Şevki Doğan (2007)
- Acı Aşk, regia di A. Taner Elhan (2009)
- Yahşi Batı, regia di Ömer Faruk Sorak (2010)
- El Yazısı, regia di Ali Vatansever (2011)
- Behzat Ç. Seni Kalbime Gömdüm, regia di Serdar Akar (2011)

#### Televisione
- Metro Palas - serie TV (2004)
- Alacakaranlık - serie TV (2005)
- Avrupa Yakası - serie TV, 1 episodio (2005)
- Güz Yangını - serie TV (2005)
- Sıla - serie TV (2006–2008)
- Ezel - serie TV (2009–2011)
- Altın Kızlar - serie TV (2010)
- Il secolo magnifico (Muhteşem Yüzyıl) - serie TV (2012–2013)
- Anne - serie TV (2016–2017)
- Şahsiyet - serie TV (2018)
- Ankaranin show'da - serie TV (2021)

### Doppiatrice
- Totally Spies! - Che magnifiche spie! - serie TV (2009)